# Contea di Santai
La contea di Santai (三台县S, Sāntái XiànP) è una contea della Cina, situata nella provincia di Sichuan e amministrata dalla prefettura di Mianyang.